# Dänischer Gesundheitsdienst für Südschleswig

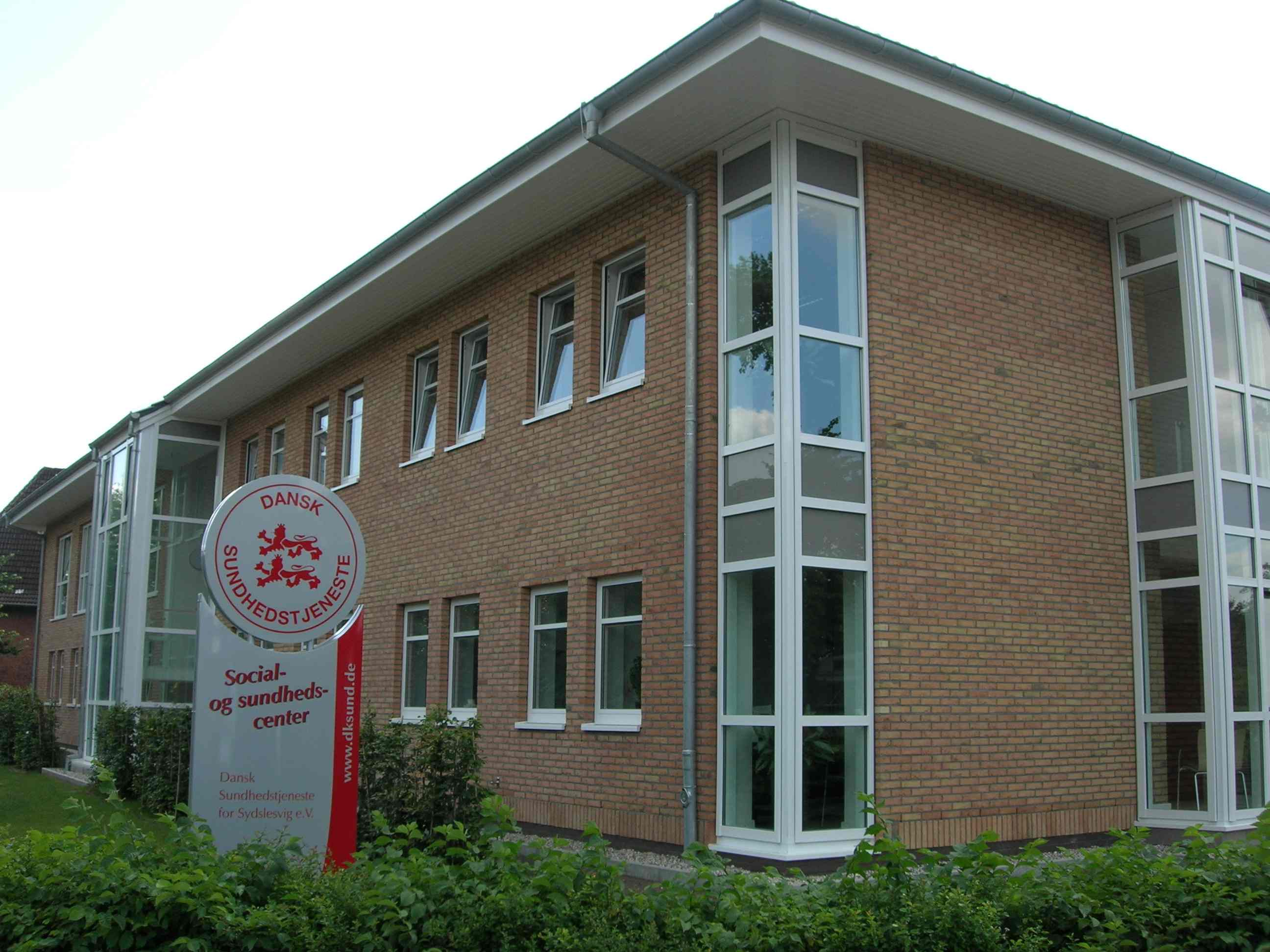
Das „Social og sundhedscenter“ in Flensburg

Der Dänische Gesundheitsdienst für Südschleswig (dänisch: Dansk Sundhedstjeneste for Sydslesvig) ist ein zentraler Bestandteil der dänischen Minderheit. Der eingetragene Verein wurde am 26. September 1945 von den Ärzten Emil und Martin Vermehren gegründet. In der Zeit nach dem Zweiten Weltkrieg war es notwendig, die elementare gesundheitliche Versorgung sicherzustellen. Heute bietet der Dienst insbesondere Angebote in den Bereichen, die vom deutschen Staat weniger abgedeckt werden.

## Aufgaben
Die Aufgaben liegen insbesondere im Bereich der Alten- und Krankenpflege, der schulärztlichen Versorgung und der Familienberatung. Darüber hinaus werden den Angehörigen der Minderheit Hilfeleistungen in fast allen erdenklichen psychischen und sozialen Belangen angeboten. Verteilt über den gesamten Landesteil Südschleswig, bietet der Dänische Gesundheitsdienst ambulante Pflege an. Das Pflegepersonal wird bei Bedarf von Pflegehelferinnen und Kooperationspartnern unterstützt. Die schulärztliche und schulzahnärztliche Versorgung der dänischen Schulen im Landesteil wird ebenfalls vom Dänischen Gesundheitsdienst wahrgenommen. In diesem Zusammenhang ist der Gesundheitsdienst regelmäßig in den dänischen Kindergärten und Schulen tätig.
Der dänische Gesundheitsdienst ist Mitglied im Paritätischen Wohlfahrtsverband, Landesverband Schleswig-Holstein. Er übernimmt als Partner des öffentlichen Gesundheitsdienstes unter anderem Aufgaben nach dem Gesundheitsdienstgesetz.

## Einrichtungen
Zu den wichtigsten Einrichtungen zählt das 1950 gegründete dänische Alten- und Pflegeheim Dansk Alderdomshjem Flensborg in Flensburg, das 74 älteren Mitgliedern der Minderheit Platz bietet. Des Weiteren gehören 40 altersgerechten einzelnen Wohnungen für ältere Menschen (pensionistboliger) dazu, wie etwa De beskyttede boliger in der Nerongsallee in Flensburg mit 18 Wohnungen (gebaut 1984), Steensen-Stiftelsen in Leck mit 16 Wohnungen (gebaut 1981) und das 1720 gebaute Clementshus in Bredstedt mit sechs Wohnungen (restauriert 1987). Außerdem ist der Gesundheitsdienst verantwortlich für den in Flensburg befindlichen Plaetner-Stiftelsen mit zwölf Wohnungen (gebaut 1880). 
In enger Zusammenarbeit mit den Schulärzten und Schulen werden in jedem Jahr etwa 150 gesundheitlich angeschlagene Kinder im Alter zwischen 6 und 15 Jahren ins Kystsanatorium i Hjerting in der Nähe von Esbjerg gesandt. Hier werden sie bis zu acht Wochen vom Gesundheitsdienst betreut. Ebenso haben ältere Menschen die Gelegenheit, unter Betreuung des Gesundheitsdienstes einen Erholungsaufenthalt im Hvilehjemmet Bennetgård im südjütischen Københoved zu absolvieren. Diese Gelegenheit wird jedes Jahr von etwa 140 Personen genutzt.